# Баблер-рихталик світлогорлий
Ба́блер-рихталик світлогорлий (Spelaeornis kinneari) — вид горобцеподібних птахів родини тимелієвих (Timaliidae). Мешкає в Китаї і В'єтнамі. Раніше вважався підвидом маніпурського баблера-рихталика.. Вид названий на честь шотландського орнітолога Нормана Бойда Кіннера.

## Поширення і екологія
Світлогорлі баблери-рихталики мешкають на північному заході В'єтнаму та на південному сході китайської провінції Юньнань. Вони живуть в густому підліску вологих гірських тропічних лісів. Зустрічаються на висоті від 1400 до 2500 м над рівнем моря. Живляться дрібними безхребетними.

## Збереження
Через обмежений ареал виду МСОП класифікує його як вразливий. Світлогорлим баблерам-рихталикам загрожує знищення природного середовища.